# Diecezja Kitale
Diecezja Kitale (łac. Dioecesis Kitalensis) – diecezja rzymskokatolicka  w Kenii. Powstała w 1998.

## Biskupi diecezjalni
- Bp Maurice Anthony Crowley (1998–2022)
- Henry Juma Odonya (od 2023)